# What in XXXTarnation
«What in XXXTarnation» (с англ. — «Что в XXXTarnation», иногда стилизуется как «WHAT IN XXXTARNATION!?») — песня американского рэпера XXXTentacion при участии Ski Mask the Slump God, выпущенная в качестве сингла с микстейпа Members Only, Vol. 3. Продюсером трека выступил Stain.

## Предыстория
«What in XXXTarnation» была впервые выпущена на аккаунте XXXTentacion в SoundCloud 17 апреля 2017 года. В качестве сингла трек вышел 20 апреля того же года. На протяжении всей песни рэперы отпускают сатирические угрозы в адрес своих врагов. Песня была описана как «рэп-версия шутки о пердежах» в статье XXL, в которой перечислялись лучшие песни XXXTentacion. В 2019 году Ski Mask the Slump God использовал сэмпл этой песни в своём сингле «Carbonated Water».

## Творческая группа
По данным Genius.
- XXXTentacion – основной исполнитель, автор песни
- Ski Mask the Slump God – приглашённый исполнитель, автор песни
- Stain – продюсер, автор песни